# Campeonato Mundial de Atletismo Júnior de 2010 - 100 m com barreiras feminino
A prova dos 100 metros com barreiras feminino do Campeonato Mundial de Atletismo Júnior de 2010 ocorreu entre os dias 20 e 22 de julho em Moncton, no Canadá. 

## Recordes
Antes desta competição, os recordes mundiais e do campeonato nesta prova eram os seguintes:
|     | Nome          | Nacionalidade | Tempo | Local   | Data                |
| --- | ------------- | ------------- | ----- | ------- | ------------------- |
| WJR | Aliuska López | Cuba          | 12.84 | Zagreb  | 16 de julho de 1987 |
| CR  | Aliuska López | Cuba          | 12.96 | Sudbury | 29 de julho de 1988 |

## Medalhistas
| Ouro                    | Prata               | Bronze            |
| Isabelle Pedersen (NOR) | Jenna Pletsch (GER) | Miriam Hehl (GER) |

## Cronograma
Todos os horários são locais (UTC-4).
| Data        | Hora  | Evento        |
| ----------- | ----- | ------------- |
| 20 de julho | 20:25 | Eliminatórias |
| 21 de julho | 18:30 | Semifinal     |
| 21 de julho | 20:55 | Final         |

## Resultados

### Eliminatórias
As eliminatórias se iniciaram no dia 20 de julho ás 20:25. 
Bateria 1
Vento: +1.3 m/s
| Posição | Atleta               | Nacionalidade  | Tempo | Notas |
| ------- | -------------------- | -------------- | ----- | ----- |
| 1       | Doniqué Flemings     | Estados Unidos | 13.50 | Q     |
| 2       | Jessica Alcan        | França         | 13.56 | Q     |
| 3       | Gayathri Govindharaj | Índia          | 13.59 | Q     |
| 4       | Eva Vital            | Portugal       | 13.66 | q     |
| 5       | Ivana Loncarek       | Croácia        | 13.80 | q     |
| 6       | Caroline Lundahl     | Suécia         | 13.80 | q     |
| 7       | Lotta Harala         | Finlândia      | 13.92 |       |
| 8       | Kine Aaltvedt        | Noruega        | 13.96 |       |

Bateria 2
Vento: -0.6 m/s
| Posição | Atleta            | Nacionalidade  | Tempo | Notas |
| ------- | ----------------- | -------------- | ----- | ----- |
| 1       | Nooralotta Neziri | Finlândia      | 13.54 | Q     |
| 2       | Evonne Britton    | Estados Unidos | 13.57 | Q     |
| 3       | Danielle Williams | Jamaica        | 13.78 | Q     |
| 4       | Emma Tuvesson     | Suécia         | 13.81 | q     |
| 5       | Sandra Sogoyou    | França         | 13.87 |       |
| 6       | Caridad Jerez     | Espanha        | 13.98 |       |
| 7       | Chanice Chase     | Canadá         | 14.32 |       |
| 8       | Huang Wen-Lin     | Taipé Chinesa  | 14.75 |       |

Bateria 3
Vento: -0.2 m/s
| Posição | Atleta               | Nacionalidade | Tempo | Notas |
| ------- | -------------------- | ------------- | ----- | ----- |
| 1       | Jenna Pletsch        | Alemanha      | 13.37 | Q     |
| 2       | Isabelle Pedersen    | Noruega       | 13.56 | Q     |
| 3       | Ivanique Kemp        | Bahamas       | 13.58 | Q     |
| 4       | Ashlea Maddex        | Canadá        | 13.82 |       |
| 5       | Alina Antipova       | Rússia        | 13.92 |       |
| 6       | Alessandra Feudatari | Itália        | 14.00 |       |
| 7       | Eleni Nikolaou       | Chipre        | 14.14 |       |
| 8       | Aigerim Shynazbekova | Cazaquistão   | 14.21 |       |

Bateria 4
Vento: +1.8 m/s
| Posição | Atleta          | Nacionalidade | Tempo | Notas |
| ------- | --------------- | ------------- | ----- | ----- |
| 1       | Miriam Hehl     | Alemanha      | 13.49 | Q     |
| 2       | Helena Tomková  | Chéquia       | 13.77 | Q     |
| 3       | Rosie Lawson    | Austrália     | 13.83 | Q     |
| 4       | Tonique Sobah   | Jamaica       | 13.96 |       |
| 5       | Aoi Kawasaki    | Japão         | 14.07 |       |
| 6       | Mihaela Gutu    | Roménia       | 14.25 |       |
| 7       | Agustina Bawele | Indonésia     | 14.79 |       |
| 8       | Gréta Kerekes   | Hungria       | DNF   |       |

### Semifinal
As semifinais se iniciaram no dia 21 de julho ás 18:30. 
Semifinal 1
Vento: +2.0 m/s
| Posição | Atleta               | Nacionalidade  | Tempo | Notas |
| ------- | -------------------- | -------------- | ----- | ----- |
| 1       | Isabelle Pedersen    | Noruega        | 13.49 | Q     |
| 2       | Jenna Pletsch        | Alemanha       | 13.62 | Q     |
| 3       | Gayathri Govindharaj | Índia          | 13.71 | Q     |
| 4       | Jessica Alcan        | França         | 13.76 | q     |
| 5       | Doniqué Flemings     | Estados Unidos | 13.79 |       |
| 6       | Caroline Lundahl     | Suécia         | 13.97 |       |
| 7       | Eva Vital            | Portugal       | 14.18 |       |
| 8       | Rosie Lawson         | Austrália      | DNF   |       |

Semifinal 2
Vento: +1.6 m/s
| Posição | Atleta            | Nacionalidade  | Tempo | Notas |
| ------- | ----------------- | -------------- | ----- | ----- |
| 1       | Evonne Britton    | Estados Unidos | 13.58 | Q     |
| 2       | Danielle Williams | Jamaica        | 13.63 | Q     |
| 3       | Nooralotta Neziri | Finlândia      | 13.63 | Q     |
| 4       | Miriam Hehl       | Alemanha       | 13.73 | q     |
| 5       | Ivanique Kemp     | Bahamas        | 13.77 |       |
| 6       | Ivana Loncarek    | Croácia        | 13.83 |       |
| 7       | Helena Tomková    | Chéquia        | 13.83 |       |
| 8       | Emma Tuvesson     | Suécia         | 13.84 |       |

### Final
A prova final foi realizada no dia 21 de julho ás 20:55. 
Vento: +0.9 m/s
| Posição           | Atleta               | Nacionalidade  | Tempo | Notas |
| ----------------- | -------------------- | -------------- | ----- | ----- |
| Medalha de ouro   | Isabelle Pedersen    | Noruega        | 13.30 |       |
| Medalha de prata  | Jenna Pletsch        | Alemanha       | 13.35 |       |
| Medalha de bronze | Miriam Hehl          | Alemanha       | 13.46 |       |
| 4                 | Danielle Williams    | Jamaica        | 13.46 |       |
| 5                 | Nooralotta Neziri    | Finlândia      | 13.49 |       |
| 6                 | Evonne Britton       | Estados Unidos | 13.50 |       |
| 7                 | Jessica Alcan        | França         | 13.55 |       |
| 8                 | Gayathri Govindharaj | Índia          | 13.72 |       |

Legenda
| Recorde mundial       | Recorde mundial (World record)               |                       | Recorde africano                      | Recorde africano (African) |                                           | Q | Classificado por posição (Qualified) |
| Recorde do campeonato | Recorde do campeonato (Championship record)  | Recorde da América    | Recorde da América (Americas)         | q                          | Classificado por melhor tempo (Qualified) |   |                                      |
| Melhor marca do ano   | Melhor marca do ano (World leading)          | Recorde asiático      | Recorde asiático (Asian)              | DNS                        | Não largou (Did not start)                |   |                                      |
| Recorde nacional      | Recorde nacional (National record)           | Recorde europeu       | Recorde europeu (European)            | DNF                        | Não terminou (Did not finish)             |   |                                      |
| Recorde pessoal       | Recorde pessoal do atleta (Personal best)    | Recorde da Oceania    | Recorde da Oceania (Oceania)          | DSQ / DQ                   | Desclassificado (Disqualified)            |   |                                      |
| Recorde da temporada  | Recorde da temporada do atleta (Season best) | Recorde sul-americano | Recorde sul-americano (South America) | NM                         | Sem marca (No mark)                       |   |                                      |